# Alexander I av Grekland
Alexander I av Grekland (grekiska Αλέξανδρος Α΄, Aléxandros I), född 1 augusti 1893, död 25 oktober 1920, var kung av Grekland 1917–1920.
Alexander efterträdde sin far 1917, då han avsattes av ententemakterna. Han kom helt i skuggan av premiärminister Venizelos , och kom att föra ett marionettliv, utan någon som helst makt. Alexander dog plötsligt, 27 år gammal, i blodförgiftning efter ett apbett.
Alexander var son till Konstantin I av Grekland och Sofia av Preussen. Han gifte sig i hemlighet 4 november 1919 med barndomsvännen Aspasia Manos (1896–1972). Hon var dotter till en general och adjutant hos Konstantin I. Deras giftermål väckte stor skandal, eftersom majoriteten av folket inte ville ha en av icke-kunglig börd på tronen. Dottern Alexanda föddes postumt.

## Barn
- Alexandra av Grekland och Danmark (1921–1993). Hon gifte sig 1944 med kung Peter II av Jugoslavien.